# Brook Lopez
Brook Robert Lopez (Los Ángeles, California, 1 de abril de 1988) es un jugador de baloncesto estadounidense que pertenece a la plantilla de Los Angeles Clippers de la NBA. Mide 2,16 metros, y juega en la posición de pívot. 
Es hermano gemelo del también jugador de baloncesto Robin Lopez.

## Trayectoria deportiva

### Universidad
Jugó durante dos temporadas junto con su hermano gemelo con los Cardinals de la Universidad de Stanford. En su primera temporada promedió 12,6 puntos, 6,0 rebotes y 1,7 tapones, lo que le valieron para ser incluido en el mejor quinteto de novatos de la Pacific Ten Conference. En su segunda temporada lideró a su equipo en puntos (19,3 por partido), y rebotes (8,2), siendo el tercero de la liga en tapones (2,1). En marzo de 2008, tanto él como su hermano anunciaron su intención de presentarse al Draft de la NBA.
En el total de su trayectoria universitaria promedió 16 puntos y 7,1 rebotes por partido.

#### Estadísticas
| Año     | Equipo   | PJ | PT | MPP  | %TC  | %3P  | %TL  | RPP | APP | ROB | TPP | PPP  |
| ------- | -------- | -- | -- | ---- | ---- | ---- | ---- | --- | --- | --- | --- | ---- |
| 2006–07 | Stanford | 26 | 18 | 25.2 | .496 | .200 | .692 | 6.0 | .8  | .4  | 1.7 | 12.6 |
| 2007–08 | Stanford | 27 | 25 | 30.8 | .468 | .000 | .789 | 8.2 | 1.4 | .6  | 2.1 | 19.3 |
| Total   | Total    | 53 | 43 | 28.0 | .480 | .143 | .764 | 7.1 | 1.1 | .5  | 1.9 | 16.0 |

### Profesional

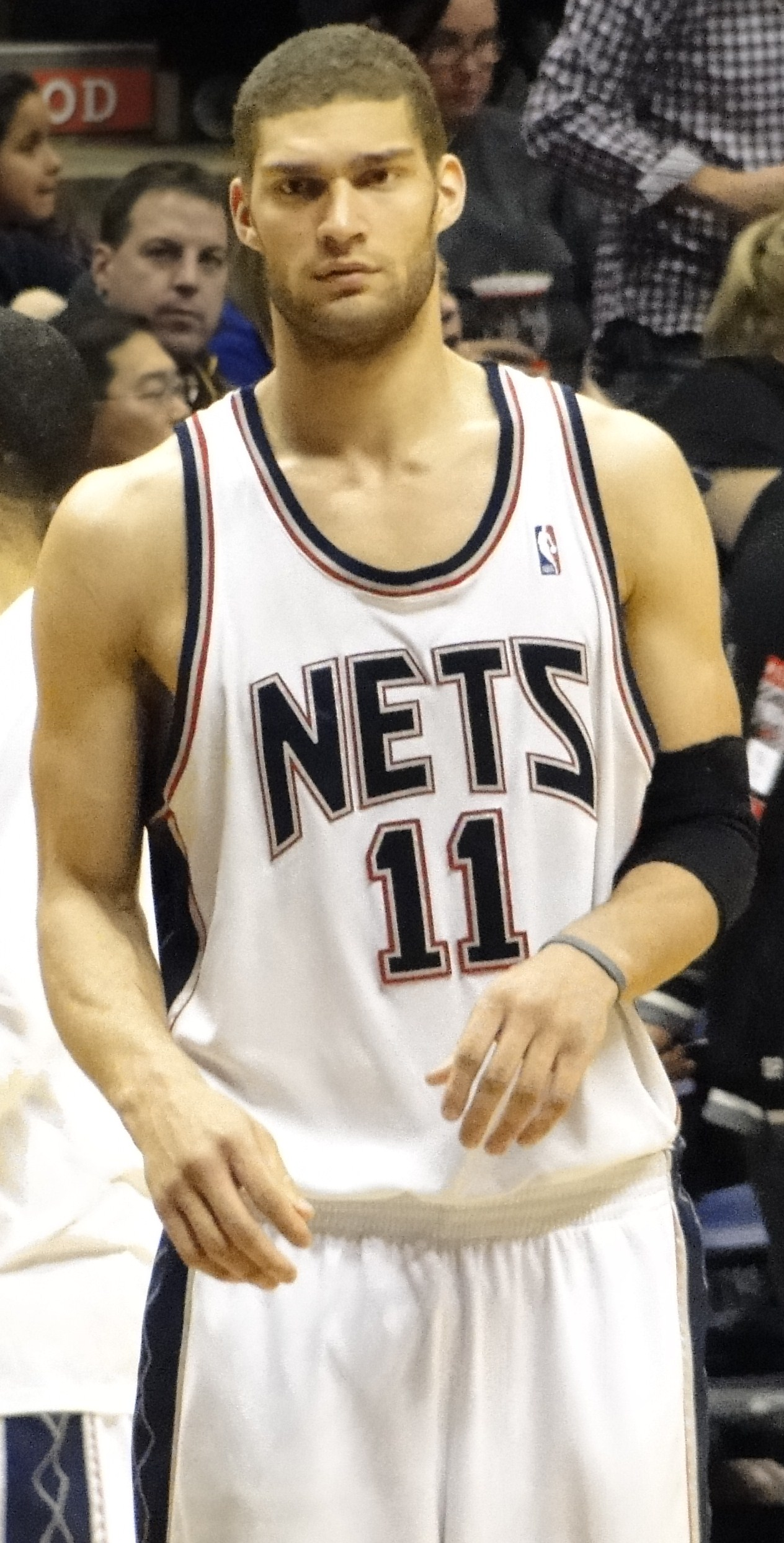
Lopez con los Nets en 2010.

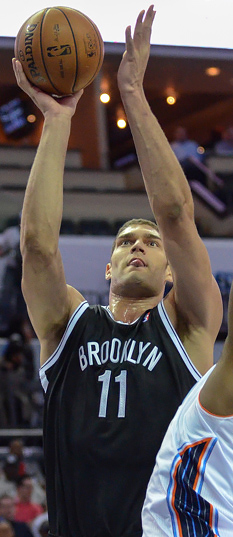
Lopez con los Nets en 2013.

Fue elegido en la décima posición de la primera ronda del Draft de la NBA de 2008 por New Jersey Nets, equipo por el que firmó contrato por dos temporadas, con opción a otras dos, por 1,7 y 1,8 millones de dólares respectivamente las dos primeras campañas. En su primera campaña en la liga disputó el Rookie Challenge y fue incluido en el mejor quinteto de rookies tras promediar 13 puntos, 8.1 rebotes y 1.9 tapones, jugando los 82 partidos de liga regular. Finalizó tercero en la votación del Rookie del Año.
Tras nueve temporadas con los Nets, la noche del draft de la NBA de 2017 fue traspasado junto a la elección 27, Kyle Kuzma, a Los Angeles Lakers a cambio de D'Angelo Russell y Timofey Mozgov.
En julio de 2018 firmó contrato por una temporada y 3,3 millones de dólares con los Milwaukee Bucks.
Durante la 2018-19, en el trascurso de una temporada en la que se convirtió en el pívot que más triples ha encestado, forjó un récord negativo, de más triples intentados en un partido sin anotar ninguno (12), el 23 de noviembre de 2018, frente a los Suns.
El 1 de julio de 2021, durante el quinto encuentro de finales de conferencia ante los Hawks, anotó 33 puntos, siendo la mejor marca de su carrera en playoffs.
El 20 de julio de 2021 consiguió, con los Bucks, su primer anillo de campeón tras vencer a los Phoenix Suns en las Finales de la NBA.
Tras disputar el primer partido de la 2021-22, fue apartado indefinidamente por una lesión en la espalda, sin fecha estimada de recuperación. El 2 de diciembre, fue operado de la lesión, y fue descartado oficialmente de forma indefinida, regresando el 14 de marzo de 2022.
Al término de su quinta temporada en Milwaukee fue incluido en el mejor quinteto defensivo de la NBA.
El 2 de julio de 2023 firma una extensión de contrato con los Bucks por dos años y $48 millones.
Tras siete temporadas con los Bucks, el 30 de junio de 2025 firma con Los Angeles Clippers por dos temporadas y $18 millones.

## Estadísticas de su carrera en la NBA
|  | Denota temporada en la que ganó un Campeonato de la NBA |

### Temporada regular
| Año      | Equipo      | PJ   | PT   | MPP  | %TC  | %3P  | %TL  | RPP | APP | ROB | TPP | PPP  |
| -------- | ----------- | ---- | ---- | ---- | ---- | ---- | ---- | --- | --- | --- | --- | ---- |
| 2008-09  | New Jersey  | 82   | 75   | 30.5 | .531 | .000 | .793 | 8.1 | 1.0 | .5  | 1.8 | 13.0 |
| 2009-10  | New Jersey  | 82   | 82   | 36.9 | .499 | .000 | .817 | 8.6 | 2.3 | .7  | 1.7 | 18.8 |
| 2010-11  | New Jersey  | 82   | 82   | 35.2 | .492 | .000 | .787 | 6.0 | 1.6 | .6  | 1.5 | 20.4 |
| 2011-12  | New Jersey  | 5    | 5    | 27.2 | .494 | .000 | .625 | 3.6 | 1.2 | .2  | .8  | 19.2 |
| 2012-13  | Brooklyn    | 74   | 74   | 30.4 | .521 | .000 | .758 | 6.9 | .9  | .4  | 2.1 | 19.4 |
| 2013-14  | Brooklyn    | 17   | 17   | 31.4 | .563 | .000 | .817 | 6.0 | .9  | .5  | 1.8 | 20.7 |
| 2014-15  | Brooklyn    | 72   | 44   | 29.2 | .513 | .100 | .814 | 7.4 | .7  | .6  | 1.8 | 17.2 |
| 2015-16  | Brooklyn    | 73   | 73   | 33.7 | .511 | .143 | .787 | 7.8 | 2.0 | .8  | 1.7 | 20.6 |
| 2016-17  | Brooklyn    | 75   | 75   | 29.6 | .474 | .347 | .810 | 5.4 | 2.3 | .5  | 1.7 | 20.5 |
| 2017-18  | L.A. Lakers | 74   | 72   | 23.4 | .465 | .345 | .703 | 4.0 | 1.7 | .4  | 1.3 | 13.0 |
| 2018-19  | Milwaukee   | 81   | 81   | 28.7 | .452 | .365 | .842 | 4.9 | 1.2 | .6  | 2.2 | 12.5 |
| 2019-20  | Milwaukee   | 68   | 67   | 26.7 | .435 | .314 | .836 | 4.6 | 1.5 | .7  | 2.4 | 12.0 |
| 2020-21  | Milwaukee   | 70   | 70   | 27.2 | .503 | .338 | .845 | 5.0 | .7  | .6  | 1.5 | 12.3 |
| 2021-22  | Milwaukee   | 13   | 11   | 22.9 | .466 | .358 | .870 | 4.1 | .5  | .6  | 1.2 | 12.4 |
| 2022-23  | Milwaukee   | 78   | 78   | 30.4 | .531 | .374 | .784 | 6.7 | 1.3 | .5  | 2.5 | 15.9 |
| 2023-24  | Milwaukee   | 79   | 79   | 30.5 | .485 | .366 | .821 | 5.2 | 1.6 | .5  | 2.4 | 12.5 |
| 2024-25  | Milwaukee   | 80   | 80   | 31.8 | .509 | .373 | .826 | 5.0 | 1.8 | .6  | 1.9 | 13.0 |
| Total    | Total       | 1105 | 1065 | 30.3 | .497 | .352 | .797 | 6.1 | 1.5 | .6  | 1.9 | 15.9 |
| All-Star | All-Star    | 1    | 0    | 10.6 | .000 | .000 | .750 | 5.0 | 3.0 | .0  | .0  | 3.0  |

### Playoffs
| Año   | Equipo    | PJ | PT | MPP  | %TC  | %3P   | %TL   | RPP | APP | ROB | TPP | PPP  |
| ----- | --------- | -- | -- | ---- | ---- | ----- | ----- | --- | --- | --- | --- | ---- |
| 2013  | Brooklyn  | 7  | 7  | 37.6 | .472 | 1.000 | .886  | 7.4 | 1.4 | .9  | 3.0 | 22.3 |
| 2015  | Brooklyn  | 6  | 6  | 39.0 | .494 | .000  | .825  | 9.0 | .8  | .7  | 2.2 | 19.8 |
| 2019  | Milwaukee | 15 | 15 | 29.2 | .455 | .293  | .828  | 5.5 | 1.4 | .4  | 1.9 | 11.2 |
| 2020  | Milwaukee | 10 | 10 | 32.8 | .535 | .396  | .750  | 5.5 | .5  | 1.0 | 1.3 | 15.8 |
| 2021  | Milwaukee | 23 | 23 | 29.0 | .548 | .319  | .860  | 5.9 | .3  | .7  | 1.5 | 13.0 |
| 2022  | Milwaukee | 12 | 12 | 27.7 | .490 | .214  | .913  | 5.9 | .7  | .5  | 1.5 | 10.6 |
| 2023  | Milwaukee | 5  | 5  | 36.3 | .582 | .412  | .769  | 6.4 | 1.2 | 1.4 | 1.8 | 19.0 |
| 2024  | Milwaukee | 6  | 6  | 33.4 | .587 | .435  | .533  | 4.3 | 1.8 | .0  | 1.3 | 17.7 |
| 2025  | Milwaukee | 5  | 4  | 14.8 | .364 | .267  | 1.000 | 1.6 | .8  | .2  | 1.0 | 5.0  |
| Total | Total     | 89 | 88 | 30.5 | .513 | .331  | .828  | 5.8 | .9  | .6  | 1.7 | 14.1 |

## Vida personal
Brook es hijo de Heriberto Larrosa López, cubano, y de Deborah Ledford-Lopez, profesora de matemáticas estadounidense.
Brook tiene tres hermanos: Chris, Alex, y su hermano gemelo Robin, también jugador de la NBA y elegido en el mismo Draft de 2008, del que es mayor por un minuto. Su hermano Alex, jugó al baloncesto universitario en Washington y Santa Clara, y profesionalmente en Japón, Nueva Zelanda y España.
Su abuelo, Bob Ledford, también jugó al baloncesto universitario en Colorado en los años 40, siendo elegido All-American.